# FK Milići
FK Milići (serb. cyr. ФК Милићи, bośn. FK Milići) – bośniacki klub piłkarski, mający siedzibę w mieście Milići, na wschodzie kraju, grający od sezonu 2018/19 w Drugiej lidze Republiki Serbskiej.

## Historia
Chronologia nazw:
- 1972: FK Boksit Milići (serb. cyr. ФК Боксит (Милићи))
- 2003: FK Milići (serb. cyr. ФК Милићи)

Klub piłkarski FK Boksit został założony w Milići w 1972 roku. Organizatorem została firma wydobywającą boksyt z kopalni (od której również pochodzi nazwa klubu), która jest jednocześnie najważniejszą firmą w regionie. W latach socjalistycznej Jugosławii zawsze grał w niższych ligach Bośni. Nigdy nie zakwalifikował się ani do Republičkiej nogometnej ligi Bosne i Hercegovine (D3) ani do Drugiej saveznej ligi Jugosławii (D2).
Kiedy w 1992 roku wybuchła wojna w Jugosławii klub nie rozgrywał oficjalnych gier aż do 1995 roku. Prezes klubu Rajko Dukić zaczął inwestować środki w drużynę (a także w szachy, kręgle i kobiecą piłkę ręczną). Po zakończeniu wojny klub startował w pierwszej lidze Republiki Serbskiej (D1), zajmując pierwsze miejsce w grupie wschodniej, a następnie wygrał 5:2, 1:2 finał ze zwycięzcą grupy zachodniej Rudar Prijedor, zdobywając pierwszy tytuł mistrza Republiki Serbskiej (w latach 1995-2002 Prva liga RS była najwyższym poziomem - tak jak Republika Serbska bojkotowała Związek Piłkarski Bośni i Hercegowiny, ale nie była uznana przez UEFA). W sezonie 1999/00 ponownie zdobył mistrzostwo Republiki Serbskiej. Również w 1998 i 2001 dotarł do finału Pucharu Republiki Serbskiej. Od sezonu 2002/03 po porozumieniu ze Związkiem Piłki Nożnej Bośni i Hercegowiny pierwsza liga Republiki Serbskiej spadła w hierarchii na drugi poziom i wraz z pierwszą ligą Bośni i Hercegowiny została zapleczem bośniackiej Premijer Ligi. Po niepowodzeniu awansu w 2002 roku do najwyższej ligi bośniackiej firma "Boksit" rezygnuje ze sponsorowania. W sezonie 2002/03 zespół wycofał się z rozgrywek po pierwszej turze z powodu problemów finansowych. Jego wyniki zostały anulowane. Latem 2003 klub zmienił swoją nazwę na FK Milići i potem występował w niższych ligach regionalnych. W sezonie 2008/09 zespół wrócił do drugiej ligi Republiki Serbskiej (D3). W 2013 klub spadł do regionalnej ligi serbskiej, a w 2014 nawet do Područna liga RS. Birač (D5). Po roku wrócił do regionalnej ligi. W sezonie 2018/19 zwyciężył w grupie wschodniej regionalnej ligi i awansował do drugiej ligi Republiki Serbskiej (D3).

## Barwy klubowe, strój, herb, hymn
|  |

Klub ma barwy czerwone. Piłkarze domowe spotkania zazwyczaj grają w czerwonych koszulkach, czerwonych spodenkach oraz białych getrach.

## Sukcesy

### Trofea międzynarodowe
Do chwili obecnej klub jeszcze nigdy nie zakwalifikował się do rozgrywek europejskich.

### Trofea krajowe
Bośnia i Hercegowina
| \| \| Zdobyte trofea w rozgrywkach Bośni i Hercegowiny (stan na: 31-05-2021) \| |                                                                        |      |                   |
| Rozgrywki                                                                       | Osiągnięcie                                                            | Razy | Sezon(y)          |
| Mistrzostwo                                                                     | I miejsce                                                              | 0    |                   |
| Mistrzostwo                                                                     | II miejsce                                                             | 0    |                   |
| Mistrzostwo                                                                     | III miejsce                                                            | 0    |                   |
| Puchar                                                                          | zdobywca                                                               | 0    |                   |
| Puchar                                                                          | finalista                                                              | 0    |                   |
| Puchar                                                                          | 1/8 finału                                                             | 1    | 2000/01           |
| II liga                                                                         | I miejsce                                                              | 0    |                   |
| II liga                                                                         | II miejsce                                                             | 0    |                   |
| II liga                                                                         | III miejsce                                                            | 0    |                   |
| II liga                                                                         | 16.miejsce                                                             | 1    | 2002/03 (liga RS) |
| Bośnia i Hercegowina                                                            | Zdobyte trofea w rozgrywkach Bośni i Hercegowiny (stan na: 31-05-2021) |      |                   |

- Druga liga Republike Srpske (III poziom):
  - 4.miejsce (1): 2019/20 (Istok)

- Mistrzostwa Republiki Serbskiej:
  - mistrz (2): 1995/96, 1999/00
  - wicemistrz (1): 1996/97 (Istok)
  - 3.miejsce (1): 1998/99

- Puchar Republiki Serbskiej:
  - finalista (2): 1997/98, 2000/01

Jugosławia
| \| \| Zdobyte trofea w rozgrywkach Jugosławii (stan na: 31-05-1991) \| |                                                               |      |          |
| Rozgrywki                                                              | Osiągnięcie                                                   | Razy | Sezon(y) |
| Mistrzostwo                                                            | I miejsce                                                     | 0    |          |
| Mistrzostwo                                                            | II miejsce                                                    | 0    |          |
| Mistrzostwo                                                            | III miejsce                                                   | 0    |          |
| Puchar                                                                 | zdobywca                                                      | 0    |          |
| Puchar                                                                 | finalista                                                     | 0    |          |
| II liga                                                                | I miejsce                                                     | 0    |          |
| II liga                                                                | II miejsce                                                    | 0    |          |
| II liga                                                                | III miejsce                                                   | 0    |          |
|                                                                        | Zdobyte trofea w rozgrywkach Jugosławii (stan na: 31-05-1991) |      |          |

## Poszczególne sezony

### Rozgrywki międzynarodowe

#### Europejskie puchary
Nie uczestniczył w rozgrywkach europejskich.

### Rozgrywki krajowe
Bośnia i Hercegowina
| \| Bośnia i Hercegowina \| Bilans występów klubu w rozgrywkach piłkarskich Bośni i Hercegowiny (Stan na 31 maja 2021 r.) \| \| |                                                                                               |        |       |   |   |   |    |    |     |                                  |        |        |      |
| Poziom | Rozgrywki                                                                                     | Sezony | Mecze | Z | R | P | B+ | B– | Pkt | Lata                             | Awanse | Spadki | Naj. |
| I | Premijer liga (do 2002-Prva liga RS)                                                          | 7      |       |   |   |   |    |    |     | 1995–2002                        | 0      | 1      | 1    |
| II | Prva liga Republike Srpske (do 2002-Druga liga RS)                                            | 1      |       |   |   |   |    |    |     | 2002/03                          | 0      | 1      | 16   |
| III | Druga liga Republike Srpske                                                                   | 9      |       |   |   |   |    |    |     | 2003–2005, 2008–2013, od 2019/20 | 0      | 2      | 4    |
| IV | Regionalna liga Republike Srpske                                                              | 6      |       |   |   |   |    |    |     | 2007/08, 2013/14, 2015–2019      | 2      | 1      | 1    |
| | Puchar Bośni i Hercegowiny                                                                    | 1      |       |   |   |   |    |    |     | od 2001                          | 0      | 0      | 1/8  |
| Bośnia i Hercegowina | Bilans występów klubu w rozgrywkach piłkarskich Bośni i Hercegowiny (Stan na 31 maja 2021 r.) |        |       |   |   |   |    |    |     |                                  |        |        |      |

Jugosławia
| \| \| Bilans występów klubu w rozgrywkach piłkarskich Jugosławii (Stan na 31 maja 1991 r.) \| | |        |       |   |   |   |    |    |     |      |        |        |      |
| Poziom                                                                                        | Rozgrywki                                                                                            | Sezony | Mecze | Z | R | P | B+ | B– | Pkt | Lata | Awanse | Spadki | Naj. |
| I                                                                                             | Prva savezna ligа                                                                                    | 0      |       |   |   |   |    |    |     |      | 0      | 0      |      |
| II                                                                                            | Druga savezna liga                                                                                   | 0      |       |   |   |   |    |    |     |      | 0      | 0      |      |
| III                                                                                           | Republička liga NR Bosne i Hercegovine / zonska liga BiH / Međuzonska liga BiH / Međurepublička liga | 0      |       |   |   |   |    |    |     |      | 0      | 0      |      |
|                                                                                               | Puchar Jugosławii                                                                                    | 0      |       |   |   |   |    |    |     |      | 0      | 0      |      |
|                                                                                               | Bilans występów klubu w rozgrywkach piłkarskich Jugosławii (Stan na 31 maja 1991 r.)                 |        |       |   |   |   |    |    |     |      |        |        |      |

## Struktura klubu

### Stadion
Klub piłkarski rozgrywa swoje mecze domowe na stadionie Supač polje w Milići, który może pomieścić 1.000 widzów.

## Kibice i rywalizacja z innymi klubami

### Derby
- FK Vlasenica
- FK Bratstvo Bratunac